# Кърт Кобейн: Дяволски монтаж
„Кърт Кобейн: Дяволски монтаж“ (на английски: Kurt Cobain: Montage of Heck) е американски документален филм от 2015 година на режисьора Брет Моргън по негов сценарий.
Филмът проследява живота на музиканта Кърт Кобейн от раждането до смъртта му, включвайки архивни кадри от детството му, негови рисунки, извадки от дневника му, интервюта с членове на семейството и други негови близки.
„Кърт Кобейн: Дяволски монтаж“ е номиниран за 7 награди „Еми“, включително за най-добър документален филм, както и за сценарий и за режисура на нехудожествен филм.